# Aspidosperma megaphyllum
Aspidosperma megaphyllum är en oleanderväxtart som beskrevs av R. E. Woodson. Aspidosperma megaphyllum ingår i släktet Aspidosperma och familjen oleanderväxter. Inga underarter finns listade i Catalogue of Life.